# Pucina pellucida
Pucina pellucida är en insektsart som först beskrevs av Gutrin-mtneville 1829.  Pucina pellucida ingår i släktet Pucina och familjen Nogodinidae. Inga underarter finns listade i Catalogue of Life.